# Šemetkovce
Šemetkovce (in ungherese Szemes) è un comune della Slovacchia facente parte del distretto di Svidník, nella regione di Prešov.